# Klanění tří králů (Filippino Lippi)
Klanění tří králů je obraz italského renesančního malíře Filippina Lippiho (1457–1504). Je podepsán a datován rokem 1496. 

## Historie
Obraz byl určen pro klášter San Donato v Scopetu a měl nahradit da Vinciho obraz Klanění tří králů z roku 1481, který jej nechal nedokončený. V roce 1529 získal obraz kardinál Carlo de 'Medici (1428 nebo 1430–1492). V roce 1666 se stal součástí sbírky Gallerie degli Uffizi ve Florencii.

## Popis obrazu
Filippino Lippi převzal Leonardovu kompozici, zejména v centrální části obrazu. Hodně z jeho inspirace bylo také převzato z Botticelliho Klanění tří králů, nyní také v Uffizi: je to zřejmé z dispozice postav na obou stranách, přičemž Svatá rodina byla umístěna do středu panelu oproti kompozici Botticelliho. Podobně jako Botticelli zobrazil Filippino také řadu členů rodiny Medicejů, kteří v době, kdy bylo dílo tvořeno podporovali Savonarolu a jeho politiku ve Florencii. Vlevo klečí s kvadrantem v rukou Pierfrancesco de 'Medici, který zemřel v roce 1476, tedy před dvaceti lety. Za ním stojí jeho dva synové: Giovanni s pohárem a Lorenzo s korunou. 
Obraz je namalován ve stylu pozdní kariéry Filippina, vyznačuje se větší péčí o detaily a nervózním rytmem ve formách, je ovlivněn znalostí zahraničních malířských škol (stejně jako v zobrazení krajiny na pozadí). 